# Fimbristylis simplex
Fimbristylis simplex är en halvgräsart som beskrevs av Stanley Thatcher Blake. Fimbristylis simplex ingår i släktet Fimbristylis och familjen halvgräs. Inga underarter finns listade i Catalogue of Life.